# Chilodus
Chilodus – rodzaj południowoamerykańskich słodkowodnych ryb kąsaczokształtnych z rodziny Chilodontidae.
Niektóre gatunki są hodowane w akwariach, gdzie dorastają do 8 cm.
Ryby z tego rodzaju są gatunkami endemicznymi, występującymi na terenie dorzecza Amazonki (Brazylia, Ekwador, Gujana, Kolumbia, Peru i Surinam).

## Klasyfikacja
Gatunki zaliczane do tego rodzaju:
- Chilodus fritillus
- Chilodus gracilis
- Chilodus punctatus – stojaczek punktowany[3]
- Chilodus zunevei

Gatunkiem typowym jest Chilodus punctatus.